# Gabriele Kuby
Gabriele Kuby (Konstanz, Alemanya, 1944) és una escriptora i sociòloga alemanya. Graduada en sociologia a Berlín amb un mestratge a Konstanz, és una catòlica conversa i estudia les posicions ortodoxes i catòliques en referència a la sexualitat i al gènere, com demostren el seu treball The Global Sexual Revolution: The Destruction of Freedom in the Name of Freedom. Va esdevenir coneguda per la seva crítica a la moralitat de la sèrie de Harry Potter. És filla d'Erich Kuby i germana de Clemens Kuby.